# Olof Wilhelm Bergendahl

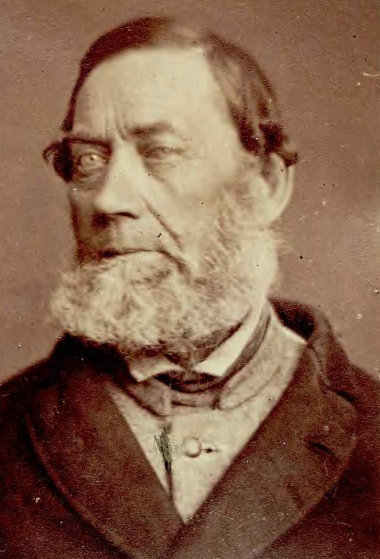
Olof Wilhelm Bergendahl fotograferas i samband med sin frigivning från Karlskrona straffängelse 1882.

Olof Wilhelm Bergendahl, född 23 oktober 1822 i Göteborg, död 17 juli 1900, var Göteborgs sista skarprättare.
Bergendahl föddes som son till en snickare och växte upp i Göteborg. Han antogs först som trumpetare vid Göta artilleriregemente för att vid 21 års ålder flytta till Stockholm och fortsätta sin militära bana som livgardist. Han återvände på 1860-talet till hemstaden som artillerist och antogs sedan som stadens skarprättare och nattman. Han genomförde sin första avrättning på sjömannen Karl Johan Hed utanför Fristad i juni 1863. Enligt ett ögonvittne verkställde han halshuggningen med ett enda hugg.
Bergendahl dömdes till fängelse för fylleri och våld mot tjänsteman. År 1876 dömdes han till 5 års straffarbete och förlust av medborgerligt förtroende efter att han begått mened. Han avskedades från tjänsten som skarprättare med omedelbar verkan och avtjänade sitt fängelsestraff på Länscellfängelset i Karlskrona. Han frigavs 7 januari 1882 och försörjde sig de sista åren som sadelmakare.